# Вулиці Конотопа
Ву́лиці Коното́па — це більше 400 вулиць та провулків у місті Конотоп на Сумщині.

## Історія
Найдавніші згадки про назви конотопських вулиць датуються XIII століттям.
Деякі з вулиць Конотопа залишилися незмінними до нашого часу. Багато з них змінювали свої назви декілька разів. Ці зміни відбувалися внаслідок змін державних утворень, до яких належав Конотоп, історичних періодів та керівництва органів влади.
На 22 квітня 2018 року у місті налічувалось 427 офіційних вулиць, провулків та площ. З них 216 вулиць, 2 проспекти, 4 площі та 205 провулків.

## Перейменування вулиць у Конотопі

### Рішення Конотопської міської ради від 05.09.1991
- вулиця Ворошилова — Успенсько-Троїцька вулиця (історична назва)

### Рішення Конотопської міської ради від 09.12.2015[3]
- вулиця Бабка — вулиця Андрія Ваховського
- вулиця Блюхера — вулиця Володимира Вернадського
- вулиця Братів Радченків — вулиця Братів Лузанів
- вулиця Братів Степняків — вулиця Євгенія Бірюкова
- вулиця Будьоного — вулиця Григорія Сковороди
- вулиця Ватутіна — вулиця Євгена Коновальця
- вулиця Дзержинського — вулиця Михайла Грушевського
- вулиця Димитрова — вулиця Григорія Гуляницького
- вулиця Євгенії Бош — вулиця Січових Стрільців
- вулиця Жовтнева — вулиця Григорія Мацейка
- вулиця Калініна — вулиця Юрія Липи
- вулиця Кірова — вулиця Івана Мазепи
- Комсомольська вулиця — вулиця Петра Сагайдачного
- вулиця Комунарів — вулиця Героїв Крут
- вулиця Котовського — вулиця Дмитра Вишневецького
- вулиця Крупської — вулиця Олени Теліги
- вулиця Куйбишева — вулиця Василя Стуса
- вулиця Марути — вулиця Пилипа Орлика
- вулиця Неровні — вулиця Ореста Квача
- вулиця Новікова — вулиця Анатолія Шульги
- вулиця Ногіна — вулиця Петра Дорошенка
- вулиця Пархоменка — вулиця Дмитра Карпенка
- вулиця Петровського — вулиця Івана Скоропадського
- Піонерська вулиця — Пластунська вулиця
- Радянська вулиця — вулиця Кобзарів
- вулиця Семашка — вулиця Миколи Амосова
- вулиця Сергія Лазо — вулиця Княгині Ольги
- вулиця Стояна — вулиця Ігоря Сікорського
- вулиця Свердлова — вулиця Володимира Великого
- вулиця Тухачевського — вулиця Леся Курбаса
- вулиця Урицького — вулиця Володимира Шухова
- вулиця Фрунзе — вулиця Михайла Сусла
- вулиця Фурманова — Прорізна вулиця (історична назва)
- вулиця Цюрупи — вулиця Ярослава Мудрого
- вулиця Чапаєва — вулиця Івана Богуна
- вулиця Щербакова — вулиця Максима Рильського
- вулиця Щорса — вулиця Олександра Музичка (пізніше перейменовано на Щасливу вулицю)
- вулиця Якіра — вулиця В'ячеслава Чорновола
- площа Новікова — Європейська площа
- проспект Леніна — проспект Червоної Калини
- 1-й провулок Братів Степняків — 1-й провулок Євгенія Бірюкова
- 1-й провулок Будьоного — 1-й провулок Григорія Сковороди
- 1-й провулок Ватутіна — 1-й провулок Євгена Коновальця
- 1-й провулок Дзержинського — 1-й провулок Михайла Грушевського
- 1-й Комсомольський провулок — 1-й провулок Петра Сагайдачного
- 1-й провулок Комунарів — вулиця Марусі Чурай
- 1-й провулок Марути — 1-й провулок Пилипа Орлика
- 1-й провулок Петровського — 1-й провулок Івана Скоропадського
- 1-й Піонерський провулок — 1-й Пластунський провулок
- 1-й провулок Свердлова — 1-й провулок Володимира Великого
- 1-й провулок Щорса — 1-й провулок Олександра Музичка (пізніше перейменовано на 1-й Щасливий провулок)
- 2-й провулок Братів Степняків — 2-й провулок Євгенія Бірюкова
- 2-й провулок Будьоного — 2-й провулок Григорія Сковороди
- 2-й провулок Ватутіна — 2-й провулок Євгена Коновальця
- 2-й провулок Дзержинського — вулиця Сергія Нігояна
- 2-й Комсомольський провулок — 2-й провулок Петра Сагайдачного
- 2-й провулок Марути — 2-й провулок Пилипа Орлика
- 2-й провулок Свердлова — 2-й провулок Володимира Великого
- 2-й провулок Щорса — 2-й провулок Олександра Музичка (пізніше перейменовано на 2-й Щасливий провулок)
- 3-й провулок Братів Степняків — 3-й провулок Євгенія Бірюкова
- 3-й провулок Будьоного — 3-й провулок Григорія Сковороди
- 3-й провулок Ватутіна — 3-й провулок Євгена Коновальця
- 3-й провулок Дзержинського — 2-й провулок Михайла Грушевського
- 3-й провулок Марути — 3-й провулок Пилипа Орлика
- 3-й провулок Свердлова — 3-й провулок Володимира Великого
- 3-й провулок Щорса — 3-й провулок Олександра Музичка (пізніше перейменовано на 3-й Щасливий провулок)
- 4-й провулок Будьоного — вулиця Григорія Михайльова
- 4-й провулок Ватутіна — 4-й провулок Євгена Коновальця
- 4-й провулок Дзержинського — 3-й провулок Михайла Грушевського
- 4-й провулок Свердлова — 4-й провулок Володимира Великого
- 5-й провулок Дзержинського — 4-й провулок Михайла Грушевського
- 5-й провулок Свердлова — 5-й провулок Володимира Великого

### Рішення Конотопської міської ради від 25.10.2018[4]
- Червонозаводська вулиця — вулиця Віктора Деняка

### Рішення Конотопської міської ради від 26.12.2022[5]
- площа Конотопських дивізій — площа Ринок (історична назва)
- площа 50-річчя Перемоги — площа Героїв
- вулиця Гастелло — вулиця Олега Куцина
- вулиця Жарікова — вулиця Джохара Дудаєва
- Красногірська вулиця — Варшавська вулиця
- вулиця Лісового — вулиця Романа Шухевича
- вулиця Мірошниченка — вулиця Валерія Лобановського
- вулиця Олега Кошового — Остравська вулиця
- вулиця Рокосовського — вулиця Героїв Охтирки
- вулиця Ушакова — вулиця Андрія Шептицького
- вулиця Чехова — вулиця Волонтерів
- вулиця Чкалова — Привокзальна вулиця
- вулиця 6 Вересня — вулиця Даніеля Моріса

### Рішення Конотопської міської ради від 16.02.2023[6]
- вулиця Жуковського — вулиця Андрія Мельника
- вулиця Конотопських партизанів — Путивльська вулиця
- вулиця Кочемазова — Германівська вулиця (історична назва)
- вулиця Лермонтова — вулиця Семена Сапуна
- вулиця Руденка — вулиця Миколи Лемика
- вулиця Тургенєва — вулиця Валерія Залужного
- вулиця Рябошапка — вулиця Симона Петлюри
- вулиця Черняховського — Франківська вулиця
- вулиця 9 Січня — Козинівська вулиця (історична назва)
- 1-й провулок Конотопських партизанів — 1-й Путивльський провулок
- 1-й провулок Кочемазова — 1-й Германівський провулок
- 1-й провулок Рябошапка — 1-й провулок Симона Петлюри
- 1-й провулок Тургенєва — 1-й провулок Валерія Залужного
- 2-й провулок Кочемазова — 2-й Германівський провулок
- 2-й провулок Тургенєва — 2-й провулок Валерія Залужного
- 3-й провулок Кочемазова — 3-й Германівський провулок
- 4-й провулок Кочемазова — 4-й Германівський провулок
- 5-й провулок Кочемазова — 5-й Германівський провулок
- 6-й провулок Кочемазова — 6-й Германівський провулок
- 7-й провулок Кочемазова — 7-й Германівський провулок

### Рішення Конотопської міської ради від 14.06.2023[7]
- вулиця Варениці — Литовська вулиця
- вулиця Вільямса — вулиця Пантелеймона Куліша
- вулиця Гагаріна — вулиця Леоніда Каденюка
- вулиця Генерала Обруча — Обручівська вулиця (історична назва)
- вулиця Головіна — вулиця Григорія Скиби
- вулиця Крилова — вулиця Петра Рубана
- вулиця Миші Немолота — вулиця Братів Тимошенків
- вулиця Пушкіна — вулиця Володимира Івасюка
- Робітничо-Селянська вулиця — вулиця Федора Кандиби
- Трудова вулиця — вулиця Василя Сліпака
- частина вулиці Генерала Тхора від перехрестя вулиці Лазаревського та проспекту Червоної Калини (від № 2 по № 146) — вулиця Степана Бандери (від № 148 збережено нумерацію та назву вулиці Генерала Тхора)

### Розпорядження Конотопського міського голови від 24.04.2024 №1[8]
- вулиця Мічуріна — вулиця Лева Симиренка
- вулиця Наді Волкової — вулиця Івана Багряного
- вулиця Нахімова — вулиця Євгена Петрушевича
- вулиця Некрасова — вулиця Степана Пономарьова
- вулиця Осипенка — вулиця Петра Прокоповича
- вулиця Островського — вулиця Валентина Зайцева
- вулиця Павлова — вулиця Юрія Немирича
- вулиця Панова — вулиця Михайла Старицького
- вулиця Панфілова — Чернігівська вулиця
- вулиця Паризької Комуни — вулиця Тихона Осадчого

### Розпорядження Конотопського міського голови від 24.04.2024 №2[9]
- вулиця Ковпака — вулиця Івана Сірка
- Колективна вулиця — вулиця Дмитра Капранова
- вулиця Короленка — Гетьманська вулиця
- вулиця Коломійченка — вулиця Івана Марчука
- Кузнечна вулиця — Ковальська вулиця
- вулиця Кутузова — вулиця Івана Ющука
- вулиця Лідова — вулиця Івана Огієнка
- вулиця Лукіна — вулиця Миколи Лукаша
- вулиця Матросова — Степова вулиця
- вулиця Маяковського — вулиця Дмитра Білоуса

### Розпорядження Конотопського міського голови від 24.04.2024 №3[10]
- вулиця Плеханова — вулиця Дмитра Бортнянського
- вулиця Прохоренка — вулиця Василя Симоненка
- вулиця Пугачова — вулиця Петра Калнишевського
- вулиця Рибалка — Естонська вулиця
- вулиця Родимцева — Совинська вулиця (історична назва)
- вулиця Санжаревського — вулиця Юрія Кондратюка
- вулиця Серафимовича — вулиця Соломії Крушельницької
- Стаханівська вулиця — Тополина вулиця
- вулиця Степана Разіна — вулиця Євгена Маланюка
- вулиця Суворова — вулиця Дмитра Яворницького

### Розпорядження Конотопського міського голови від 24.04.2024 №4[11]
- вулиця Таїрова — Тиха вулиця (історична назва)
- вулиця Тимірязєва — вулиця Євгенія Лиманчука
- вулиця Толбухіна — вулиця Полковника Болбочана
- вулиця Толстого — вулиця Павла Чубинського
- вулиця Ціолковського — вулиця Марії Заньковецької
- вулиця Чернишевського — вулиця Івана Нечуй-Левицького
- вулиця Шолохова — вулиця Володимира Вакуленка
- вулиця 1 Травня — Травнева вулиця
- вулиця 8 Березня — вулиця Ганни Барвінок

### Розпорядження Конотопського міського голови від 24.04.2024 №5[12]
- 1-й провулок Плеханова — вулиця Маркіяна Шашкевича
- 1-й провулок Пугачова — вулиця Олекси Довбуша
- 1-й провулок Пушкіна — вулиця Чернишів (історична назва)
- 1-й провулок Рибалка — вулиця Євгена Плужника
- 1-й Робітничо-Селянський провулок — Левадна вулиця
- 1-й провулок Рокосовського — вулиця Анастасії Заславської
- 1-й провулок Серафимовича — вулиця Дарії Гусяк
- 2-й Колективний провулок — вулиця Миколи Острянського
- 2-й Красногірський провулок — вулиця Ольги Чемерис
- 2-й провулок Лідова — вулиця Родини Алчевських

### Розпорядження Конотопського міського голови від 24.04.2024 №6[13]
- 2-й провулок Мічуріна — Шовковична вулиця
- 2-й провулок Нахімова — вулиця Катерини Зарицької
- 2-й провулок Плеханова — вулиця Ольги Басараб
- 2-й провулок Пугачова — Вербова вулиця
- 2-й провулок Пушкіна — Мальовнича вулиця
- 2-й провулок Рибалка — вулиця Левка Лук'яненка
- 2-й Робітничо-Селянський провулок — Загребельська вулиця
- 2-й провулок Рокосовського — вулиця Кузьми Скрябіна
- 2-й провулок Серафимовича — вулиця Гната Хоткевича
- 3-й Колективний провулок — вулиця Квітки Цісик

### Розпорядження Конотопського міського голови від 24.04.2024 №7[14]
- 4-й Колективний провулок — вулиця Михайла Максимовича
- 4-й провулок Мічуріна — вулиця Степана Васильченка
- 4-й провулок Пушкіна — Просвітницька вулиця
- 4-й провулок Рокосовського — вулиця Дмитра Донцова
- 5-й провулок Генерала Тхора — вулиця Марка Кропивницького
- 5-й Колективний провулок — вулиця Марії Примаченко
- 5-й провулок Мічуріна — вулиця Павла Полуботка
- 5-й провулок Пушкіна — Курінна вулиця
- 6-й Колективний провулок — вулиця Олександра Масика
- 6-й провулок Мічуріна — Запорізька вулиця
- 6-й провулок Пушкіна — Кошова вулиця
- 6-й провулок Генерала Тхора — вулиця Лугінка (історична назва)
- 7-й провулок Мічуріна — вулиця Ханенків
- 7-й провулок Пушкіна — вулиця Івана Пулюя
- 8-й провулок Пушкіна — Сотницька вулиця
- 9-й провулок Пушкіна — вулиця Зелений Яр

### Розпорядження Конотопського міського голови від 24.04.2024 №9[15]
- вулиця Ананьєва — вулиця Олександра Музичка
- вулиця Блінова — вулиця Василя Кричевського
- Виконкомівська вулиця — Зоряна вулиця
- Гвардійська вулиця — вулиця Максима Парпури
- вулиця Горького — вулиця Анатолія Лупиноса
- вулиця Грибоєдова — вулиця Віри Бондаренко
- вулиця Декабристів — вулиця Катерини Білокур
- вулиця Добролюбова — вулиця Панаса Мирного
- вулиця Достоєвського — вулиця Богдана Лепкого
- вулиця Єсеніна — вулиця Миколи Стороженка

### Розпорядження Конотопського міського голови від 24.04.2024 №10[16]
- 1-й провулок Варениці — Зв'язкова вулиця
- 1-й провулок Гастелло — вулиця Василя Липківського
- 1-й провулок Жуковського — вулиця Петра Судака
- 1-й Колективний провулок — вулиця Олексія Шелеста
- 1-й Красногірський провулок — вулиця Галини Сокіл
- 1-й провулок Лідова — вулиця Миколи Шуляка
- 1-й провулок Лісового — Кримська вулиця
- 1-й провулок Мірошниченка — вулиця Івана Піддубного
- 1-й провулок Мічуріна — вулиця Михайла Вербицького
- 1-й провулок Нахімова — Ярмолин завулок (історична назва)

### Розпорядження Конотопського міського голови від 24.04.2024 №11[17]
- 3-й провулок Лідова — вулиця Павла Ключини
- 3-й провулок Лісового — вулиця Зеленчак (історична назва)
- 3-й провулок Мічуріна — вулиця Івана Самойловича
- 3-й провулок Нахімова — Гайова вулиця
- 3-й провулок Пушкіна — Кленова вулиця
- 3-й провулок Рибалка — вулиця Миколи Лентовича
- 3-й Робітничо-Селянський провулок — Вільхова вулиця
- 3-й провулок Рокосовського — вулиця Максима Кривоноса
- 3-й провулок Серафімовича — Солов'їна вулиця
- 4-й провулок Генерала Тхора — вулиця Миколи Вороного

### Розпорядження Голови Сумської ОВА від 26.07.2024[18]
- вулиця Генерала Костенецького — вулиця Григорія Давидовського
- вулиця Чайковського — вулицею Кирила Стеценка

## Перелік вулиць м. Конотоп

### А
- вулиця Авіаторів
- вулиця Миколи Амосова
- 1-й провулок Авіаторів
- 2-й провулок Авіаторів
- вулиця Анастасії Заславської
- вулиця Анатолія Шульги
- вулиця Андрія Ваховського
- вулиця Андрія Мельника
- вулиця Андрія Шептицького

### Б
- Батуринська вулиця
- Берегова вулиця
- вулиця Богдана Лепкого
- вулиця Богушевича
- вулиця Братів Лузанів
- вулиця Братів Тимошенків
- вулиця Будівельників
- 1-й Батуринський провулок
- 2-й Батуринський провулок
- вулиця Богдана Хмельницького
- 1-й провулок Богдана Хмельницького
- 2-й провулок Богдана Хмельницького
- 3-й провулок Богдана Хмельницького
- 4-й провулок Богдана Хмельницького
- вулиця Бориса Олійника

### В
- вулиця Валентина Зайцева
- вулиця Валерія Залужного
- 1-й провулок Валерія Залужного
- 2-й провулок Валерія Залужного
- вулиця Валерія Лобановського
- Варшавська вулиця
- вулиця Василя Кричевського
- вулиця Василя Липківського
- вулиця Василя Симоненка
- вулиця Василя Сліпака
- вулиця Василя Стуса
- Вербова вулиця
- Весняна вулиця
- Верескова вулиця
- Вирівська вулиця
- 1-й Вирівський провулок
- 2-й Вирівський провулок
- Висока вулиця
- Вишнева вулиця
- вулиця Віктора Деняка
- Вільхова вулиця
- вулиця Віри Бондаренко
- вулиця Володимира Вакуленка
- вулиця Володимира Великого
- вулиця Володимира Вернадського
- вулиця Володимира Івасюка
- вулиця Володимира Шухова
- вулиця Волонтерів
- Волочаївська вулиця
- 1-й Волочаївський провулок
- 1-й провулок Володимира Великого
- 2-й провулок Володимира Великого
- 3-й провулок Володимира Великого
- 4-й провулок Володимира Великого
- 5-й провулок Володимира Великого
- вулиця В'ячеслава Чорновола

### Г
- Гайова вулиця
- вулиця Галини Сокіл
- Вулиця Ганни Барвінок
- вулиця Генерала Тхора
- Германівська вулиця
- 1-й Германівський провулок
- 2-й Германівський провулок
- 3-й Германівський провулок
- 4-й Германівський провулок
- 5-й Германівський провулок
- 6-й Германівський провулок
- 7-й Германівський провулок
- вулиця Генерала Драгомирова
- вулиця Героїв Крут
- вулиця Героїв Охтирки
- площа Героїв України
- Гетьманська вулиця
- вулиця Гната Хоткевича
- вулиця Гоголя
- 1-й провулок Гоголя
- вулиця Горького
- вулиця Григорія Гуляницького
- вулиця Григорія Давидовського
- вулиця Григорія Мацейка
- вулиця Григорія Михайльова
- вулиця Григорія Скиби
- вулиця Григорія Сковороди
- 1-й провулок Григорія Сковороди
- 2-й провулок Григорія Сковороди
- 3-й провулок Григорія Сковороди
- 4-й провулок Григорія Сковороди

### Д
- вулиця Даніеля Моріса
- вулиця Дарвіна
- 1-й провулок Дарвіна
- 2-й провулок Дарвіна
- 3-й провулок Дарвіна
- 4-й провулок Дарвіна
- 5-й провулок Дарвіна
- вулиця Дарії Гусяк
- Деповська вулиця
- 1-й Деповський провулок
- 2-й Деповський провулок
- Депутатська вулиця
- вулиця Джохара Дудаєва
- вулиця Дмитра Білоуса
- вулиця Дмитра Бортнянського
- вулиця Дмитра Вишневецького
- 1-й провулок Дмитра Вишневецького
- 2-й провулок Дмитра Вишневецького
- 3-й провулок Дмитра Вишневецького
- 4-й провулок Дмитра Вишневецького
- вулиця Дмитра Донцова
- вулиця Дмитра Капранова
- вулиця Дмитра Карпенка
- вулиця Дмитра Яворницького
- вулиця Довженка
- вулиця Дружби
- 1-й провулок Дружби
- 2-й провулок Дружби

### Е
- Естонська вулиця

### Є
- вулиця Євгена Коновальця
- 1-й провулок Євгена Коновальця
- 2-й провулок Євгена Коновальця
- 3-й провулок Євгена Коновальця
- 4-й провулок Євгена Коновальця
- вулиця Євгена Маланюка
- вулиця Євгена Петрушевича
- вулиця Євгена Плужника
- вулиця Євгенія Бірюкова
- 1-й провулок Євгенія Бірюкова
- 2-й провулок Євгенія Бірюкова
- 3-й провулок Євгенія Бірюкова
- вулиця Євгенія Лиманчука
- Європейська площа

### З
- Завгородня вулиця
- 1-й Завгородній провулок
- Загребельська вулиця
- вулиця Задесенка
- Залізнична вулиця
- 1-й Залізничний провулок
- 2-й Залізничний провулок
- 3-й Залізничний провулок
- Заозерна вулиця
- 1-й Заозерний провулок
- 2-й Заозерний провулок
- 3-й Заозерний провулок
- 4-й Заозерний провулок
- Запорізька вулиця
- Зарічна вулиця
- 1-й Зарічний провулок
- 2-й Зарічний провулок
- 3-й Зарічний провулок
- Зв'язкова вулиця
- Зелена вулиця
- вулиця Зелений Яр
- вулиця Зеленчак
- Зоряна вулиця

### І
- вулиця Івана Багряного
- вулиця Івана Богуна
- 1-й провулок Івана Богуна
- вулиця Івана Виговського
- 1-й провулок Івана Виговського
- вулиця Івана Мазепи
- вулиця Івана Марчука
- вулиця Івана Нечуй-Левицького
- вулиця Івана Огієнка
- вулиця Івана Піддубного
- вулиця Івана Пулюя
- вулиця Івана Самойловича
- вулиця Івана Сірка
- вулиця Івана Скоропадського
- 1-й провулок Івана Скоропадського
- вулиця Івана Франка
- 1-й провулок Івана Франка
- 2-й провулок Івана Франка
- вулиця Івана Ющука
- вулиця Ігоря Сікорського
- Інтернатна вулиця
- 1-й Інтернатний провулок
- 2-й Інтернатний провулок
- 3-й Інтернатний провулок
- 4-й Інтернатний провулок

### К
- вулиця Катерини Білокур
- вулиця Катерини Зарицької
- Квартальна вулиця
- вулиця Квітки-Основ'яненка
- 1-й провулок Квітки-Основ'яненка
- 2-й провулок Квітки-Основ'яненка
- 3-й провулок Квітки-Основ'яненка
- вулиця Квітки Цісик
- Київська вулиця
- вулиця Кирила Стеценка
- Кленова вулиця
- Клубна вулиця
- 1-й Клубний провулок
- вулиця Княгині Ольги
- вулиця Кобзарів
- Ковальська вулиця
- Козацька вулиця
- 1-й Козацький провулок
- 2-й Козацький провулок
- 3-й Козацький провулок
- Козинівська вулиця
- Колійна вулиця
- Колісна вулиця
- Комунальна вулиця
- Кооперативна вулиця
- вулиця Космонавтів
- Котельна вулиця
- вулиця Котляревського
- вулиця Коцюбинського
- 1-й провулок Коцюбинського
- Кошова вулиця
- Кримська вулиця
- Кругова вулиця
- вулиця Кузьми Скрябіна
- вулиця Куколка
- Курінна вулиця

### Л
- вулиця Лазаревського
- вулиця Лева Симиренка
- Левадна вулиця
- вулиця Левка Лук'яненка
- вулиця Леоніда Каденюка
- вулиця Лесі Українки
- вулиця Леся Курбаса
- Ливарна вулиця
- вулиця Лисенка
- Литовська вулиця
- Лісна вулиця
- Літня вулиця
- вулиця Лугінка
- Лугова вулиця

### М
- Мало-Садова вулиця
- вулиця Максима Кривоноса
- вулиця Максима Парпури
- вулиця Максима Рильського
- Мальовнича вулиця
- вулиця Марії Заньковецької
- вулиця Марії Примаченко
- вулиця Марка Кропивницького
- вулиця Маркіяна Шашкевича
- вулиця Марусі Чурай
- вулиця Металістів
- Механічна вулиця
- вулиця Миколи Вороного
- вулиця Миколи Леонтовича
- вулиця Миколи Лукаша
- вулиця Миколи Лемика
- вулиця Миколи Стороженка
- вулиця Миколи Шуляка
- вулиця Михайла Вербицького
- вулиця Михайла Грушевського
- 1-й провулок Михайла Грушевського
- 2-й провулок Михайла Грушевського
- 3-й провулок Михайла Грушевського
- 4-й провулок Михайла Грушевського
- вулиця Михайла Максимовича
- вулиця Михайла Старицького
- Вулиця Михайла Сусла
- Молодіжна вулиця
- вулиця Миколи Острянського
- площа Миру
- 2-й провулок Миру
- 3-й провулок Миру
- проспект Миру

### Н
- Набережна вулиця
- Надколійна вулиця
- Ніжинська вулиця
- 1-й Ніжинський провулок
- 2-й Ніжинський провулок
- 3-й Ніжинський провулок
- 4-й Ніжинський провулок
- 5-й Ніжинський провулок
- 6-й Ніжинський провулок
- вулиця Новоселиця
- Новоселівська вулиця
- 1-й Новоселівський провулок

### О
- Обручівська вулиця
- вулиця Олега Куцина
- вулиця Олександра Масика
- вулиця Олександра Музичка
- Олександрівська вулиця
- 1-й Олександрівський провулок
- 2-й Олександрівський провулок
- 3-й Олександрівський провулок
- 4-й Олександрівський провулок
- 5-й Олександрівський провулок
- вулиця Олекси Довбуша
- вулиця Олексія Шелеста
- вулиця Олени Теліги
- вулиця Ольги Басараб
- вулиця Ольги Чемерис
- вулиця Ореста Квача
- Осіння вулиця
- Остравська вулиця

### П
- вулиця Павла Ключини
- вулиця Павла Полуботка
- вулиця Павла Чубинського
- вулиця Панаса Мирного
- вулиця Пантелеймона Куліша
- Парківська вулиця
- вулиця Перемоги
- вулиця Петра Дорошенка
- вулиця Петра Калнишевського
- вулиця Петра Прокоповича
- вулиця Петра Рубана
- вулиця Петра Сагайдачного
- 1-й провулок Петра Сагайдачного
- 2-й провулок Петра Сагайдачного
- вулиця Петра Судака
- вулиця Пилипа Орлика
- 1-й провулок Пилипа Орлика
- 2-й провулок Пилипа Орлика
- 3-й провулок Пилипа Орлика
- вулиця Пирогова
- 1-й провулок Пирогова
- 2-й провулок Пирогова
- 3-й провулок Пирогова
- 4-й провулок Пирогова
- Південна вулиця
- Північна вулиця
- 1-й Північний провулок
- 2-й Північний провулок
- 3-й Північний провулок
- 4-й Північний провулок
- 5-й Північний провулок
- 6-й Північний провулок
- 7-й Північний провулок
- Пластунська вулиця
- 1-й Пластунський провулок
- Поліська вулиця
- 1-й Поліський провулок
- вулиця Полковника Болбочана
- Поперечна вулиця
- Привокзальна вулиця
- Проектна вулиця
- Прорізна вулиця
- Просвітницька вулиця
- Професійна вулиця
- 1-й Професійний провулок
- 2-й Професійний провулок
- 3-й Професійний провулок
- Пряма вулиця
- 1-й Прямий провулок
- Путивльська вулиця
- 1-й Путивльський провулок
- площа Перемоги
- 1-й провулок Перемоги
- 2-й провулок Перемоги

### Р
- Вулиця Рєпіна
- площа Ринок
- Різдвяна вулиця
- вулиця Родини Алчевських
- вулиця Романа Шухевича

### С
- Садова вулиця
- 1-й Садовий провулок
- 2-й Садовий провулок
- вулиця Санчакова
- Сарнавська вулиця
- 1-й Сарнавський провулок
- 2-й Сарнавський провулок
- 3-й Сарнавський провулок
- 4-й Сарнавський провулок
- 5-й Сарнавський провулок
- 6-й Сарнавський провулок
- 7-й Сарнавський провулок
- вулиця Свободи
- 1-й провулок Свободи
- 2-й провулок Свободи
- вулиця Семена Сапуна
- вулиця Сергія Нігояна
- вулиця Симона Петлюри
- 1-й провулок Симона Петлюри
- вулиця Січових Стрільців
- Слюсарна вулиця
- вулиця Смілянського
- Соборна вулиця
- 2-й Соборний провулок
- 3-й Соборний провулок
- Совинська вулиця
- Солов'їна вулиця
- вулиця Соломії Крушельницької
- Сонячна вулиця
- 1-й Сонячний провулок
- 2-й Сонячний провулок
- 3-й Сонячний провулок
- Соснівська вулиця
- Сотницька вулиця
- Спортивна вулиця
- вулиця Степана Бандери
- вулиця Степана Пономарьова
- вулиця Степана Васильченка
- Сумська вулиця
- Степова вулиця
- Східна вулиця

### Т
- Тиха вулиця
- вулиця Тихона Осадчого
- Тополина вулиця
- Торфяна вулиця
- Травнева вулиця

### У
- Успенсько-Троїцька вулиця
- 1-й Успенсько-Троїцький провулок
- 2-й Успенсько-Троїцький провулок
- 3-й Успенсько-Троїцький провулок
- 4-й Успенсько-Троїцький провулок

### Ф
- вулиця Федора Кандиби
- Фізкультурна вулиця
- Франківська вулиця

### Х
- вулиця Ханенків

### Ц
- Цілинна вулиця
- 1-й Цілинний провулок

### Ч
- вулиця Чернишів
- Чернігівська вулиця
- проспект Червоної Калини

### Ш
- вулиця Шевченка
- 1-й провулок Шевченка
- 2-й провулок Шевченка
- Широка вулиця
- Шовковична вулиця

### Щ
- Щаслива вулиця
- 1-й Щасливий провулок
- 2-й Щасливий провулок
- 3-й Щасливий провулок

### Ю
- вулиця Юрія Кондратюка
- вулиця Юрія Липи
- вулиця Юрія Немирича

### Я
- Яблунева вулиця
- 1-й Яблуневий провулок
- Ярківська вулиця
- 1-й Ярківський провулок
- 2-й Ярківський провулок
- 3-й Ярківський провулок
- 4-й Ярківський провулок
- Ярмаркова вулиця
- Ярмолин завулок
- вулиця Ярослава Мудрого